# Cyprinella caerulea
Cyprinella caerulea är en fiskart som först beskrevs av Jordan, 1877.  Cyprinella caerulea ingår i släktet Cyprinella och familjen karpfiskar. IUCN kategoriserar arten globalt som sårbar. Inga underarter finns listade i Catalogue of Life.